# America’s Best Chew

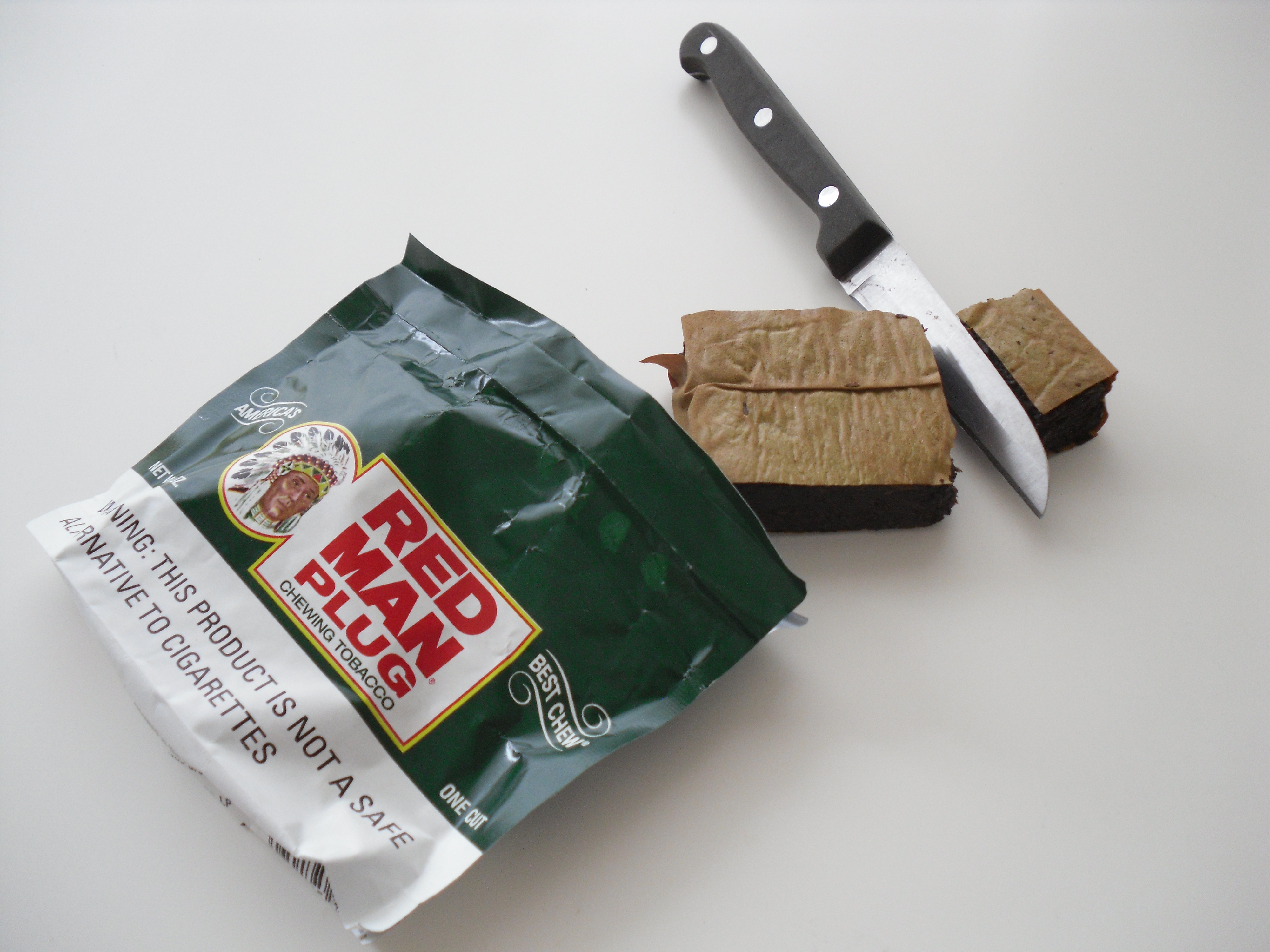
Geöffnete Packung Red-Man-Kautabak

America’s Best Chew (ehemals Red Man) ist eine Kautabak-Marke.

## Produktion
America’s Best Chew wird seit 1904 hergestellt. Anfangs war die Pinkerton Tobacco in Owensboro/Kentucky Hersteller. Das Unternehmen wurde 1985 von Swedish Match aufgekauft. Der Kautabak wurde erst nur in den Südstaaten und dem mittleren Westen der USA verkauft, nach den großen Verkaufserfolgen aber ab 1954 auf die gesamten USA ausgeweitet und heute sogar exportiert.
Derzeit sind fünf verschiedene Sorten erhältlich:
- America’s Best Chew Original
- America’s Best Chew Select (weniger süß)
- America’s Best Chew Golden Blend (mehr Nikotin)
- America’s Best Chew Totems (Golden Blend in Form eines kleinen Riegels)
- America’s Best Chew Silver Blend (Regular ohne Zucker und mit künstlichen Süßstoffen)

Der Kautabak wird in sogenannten „Pouches“, also Päckchen, verkauft und sein Aussehen erinnert an nasses Herbstlaub, da die Tabakblätter nur grob zerschreddert werden. Daher kommt auch die Bezeichnung „Loose-leaf“. Allerdings sind auch „Plugs“ erhältlich, dabei wurden die losen Blattfetzen zu einem Riegel verpresst. Ein Pouch enthält laut Hersteller drei Unzen, was etwa 85,5 Gramm entspricht.

## Gesundheit
America’s Best Chew ist, wie alle Tabakprodukte, schädlich. Allerdings ist die Schädlichkeit gegenüber Zigaretten, Smokeless Tobacco oder anderen Kautabaken deutlich geringer. America’s Best Chew Regular hat 1.8 ppm krebserregender Stoffe, eine Marlboro-Zigarette etwa 12 ppm und Smokeless Tobacco zwischen 7.5 und 12.8 ppm. Beech-Nut-Kautabak enthält 4.5 ppm krebserregender Stoffe. Allerdings kann auch das in America’s Best Chew enthaltene Nikotin zu Herz- und Kreislaufbeschwerden führen, so, wie alle Produkte, in denen Nikotin enthalten ist.